# Vereniging Ons Suriname
De Vereniging Ons Suriname (VOS) is opgericht op 18 januari 1919 en is daarmee de oudste Surinaamse vereniging in Nederland. De vereniging is gevestigd te Amsterdam en bezit aan de Zeeburgerdijk in Amsterdam-Oost een verenigingsgebouw, het Hugo Olijfveld-huis, .
De VOS is creools van signatuur en is opgericht door Julius Jacob Gemmel, een Surinaamse onderwijzer die naar Nederland kwam om verder te studeren, en in Amsterdam gemeenteambtenaar werd, wat in die tijd uitzonderlijk was. De nieuwe vereniging werd opgericht om sociale contacten tussen Surinamers te bevorderen, en om werkloze Surinamers - veelal ex-zeelieden van de Nederlandse koopvaardijvloot - te begeleiden. Na de Tweede Wereldoorlog ontwikkelde de VOS zich onder voorzitter Otto Huiswoud tot broedplaats voor de onafhankelijkheid.
In de jaren zestig fuseerde de VOS met de nationalistische actiegroep Wie Eegie Sanie, waarna de politieke betrokkenheid verder toenam. De VOS heeft ten doel het bewustzijn van de liefde voor Suriname te verhogen, en staat open voor alle Surinamers, ongeacht hun ras.
De VOS houdt regelmatig schrijversavonden, boekpresentaties en startte in 2000 met het Boekenfeest waarmee de VOS op 'Surinaamse' wijze de Nationale Boekenweek afsluit. In haar galerie Nola Hatterman wordt kunst gepresenteerd van Surinaamse kunstenaars in Nederland of Suriname woonachtig. Ter gelegenheid van de 100ste geboortedag van Nola Hatterman in 1999 maakte de galerie een aanvang met het jaarlijks tonen van een kunstenaar verbonden aan het Nola Hatterman Instituut in Paramaribo, Suriname.
De vereniging organiseert daarnaast samen met de Kroonvaarders de jaarlijkse plechtigheid op 4 mei bij het KNSM-monument in Amsterdam, waarmee de zeelieden van Surinaamse, Antilliaanse en Arubaanse afkomst worden herdacht die tijdens de Tweede Wereldoorlog sneuvelden terwijl zij dienstdeden op Nederlandse koopvaardijschepen die door de geallieerden werden ingezet voor bevoorrading.
Op 11 september 2021 vond in Ons Suriname de officiële lancering van het Diaspora Instituut Nederland plaats.

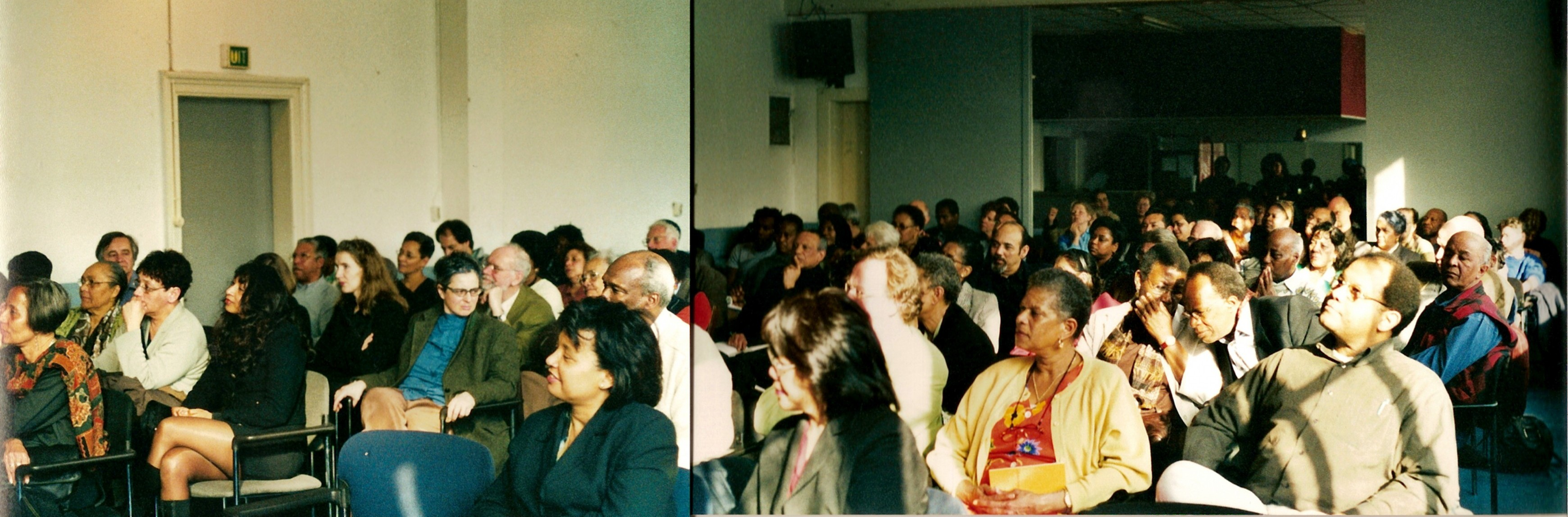
Een drukbezochte bijeenkomst van Ons Suriname, juni 2000

## Bekende leden
Enkele bekende Surinamers die lid zijn (geweest) van de vereniging:
- Eddy Bruma
- Henk Chin A Sen
- Frank Essed
- Eugène Gessel
- André Haakmat
- Otto Huiswoud
- Lou Lichtveld (Albert Helman)
- Henry Neijhorst
- Jules Sedney
- Eugenius Theodorus Waaldijk